# Geprüfter IT-Ökonom
Geprüfter IT-Ökonom (englisch Certified IT Marketing Manager) ist eine Aufstiegsfortbildung auf Meisterebene gemäß der IT-Fortbildungsverordnung (Verordnung über die berufliche Fortbildung im Bereich der Informations- und Telekommunikationstechnik). In der Fortbildungsstruktur der Industrie- und Handelskammer gehört der Geprüfte IT-Ökonom zu den Operativen Professionals, im Deutschen Qualifikationsrahmen ist er der Niveaustufe 6 zugeordnet. Die englische Bezeichnung des Abschlusses ist Bachelor Professional of IT Marketing Management (CCI) oder auch Bachelor Professional of IT Economics.

## Zulassungsvoraussetzungen
Zulassungsvoraussetzungen sind eine Ausbildung in einem IT-Beruf und 2-jährige einschlägige Berufspraxis und Qualifikation zum IT-Spezialisten oder eine Ausbildung in einem sonstigen Ausbildungsberuf und 3-jährige einschlägige Berufspraxis und Qualifikation zum IT-Spezialisten oder 6-jährige einschlägige Berufspraxis im IT-Bereich und Qualifikation zum IT-Spezialisten.
Die Qualifikation zum Spezialisten bezeichnet die Festschreibung von 29 Spezialistenprofilen, die durch die Sozialpartner und den DIHK vereinbart wurden. Diese wurden im Bundesanzeiger veröffentlicht. Der Nachweis eines „zertifizierten Spezialisten“ ist möglich durch:
- ein Zertifikat einer Personalzertifizierungseinrichtung gemäß TGA-Modell (EN 45013) oder
- ein anderes Zertifikat, dass den Inhalten eines Spezialistenprofils entspricht oder
- ein betriebliches Zeugnis, das sämtliche Inhalte eines Spezialistenprofils bestätigt[1]

## Ziel der Prüfung und Bezeichnung des Abschlusses
„Ziel der Prüfung ist der Nachweis der Qualifikation zum Geprüften IT-Ökonom/zur Geprüften IT-Ökonomin (Certified IT Marketing Manager) und damit die Befähigung:
1. in Betrieben, die Produkte oder Dienstleistungen der Informations- und Kommunikationstechnologie herstellen, anbieten oder anwenden, technisch optimale und marktgerechte IT-Lösungen bereitzustellen, Vermarktung und Einkauf von IT-Produkten und IT-Dienstleistungen zu leiten und unter kaufmännisch-betriebs-wirtschaftlichen Gesichtspunkten strategische Unternehmensentscheidungen vorzubereiten,
2. sich auf neue Technologien, auf veränderte lokale und globale Marktverhältnisse, auf Methoden des Selbst- und Prozessmanagements flexibel einzustellen sowie den technisch-organisatorischen Wandel unter Berücksichtigung der gesellschaftlichen Akzeptanz zu gestalten,
3. Aufgaben der Mitarbeiterführung wahrzunehmen.

(2) Durch die Prüfung ist festzustellen, ob die zu prüfende Person unter Berücksichtigung von Rechtsvorschriften sowie technischer und betriebswirtschaftlicher Zusammenhänge und des Qualitätsmanagements folgende Prozesse durchführen kann:
a) Entwickeln von Marketingstrategien, Analysieren von Kunden- und Marktdaten, Planen und Durchführen von Werbung für IT-Produkte, IT-Lösungen oder IT-Dienstleistungen,
b) Erstellen von Projektverlaufsplänen für Marketing-, Beschaffungs- und Vertriebsaktivitäten und deren Umsetzung,
c) Planen und Zusammenstellen von Projektteams, Führen und Motivieren von Mitarbeitern, Fördern der Kooperation und Kommunikation, Beteiligen der Mitarbeiter an Entscheidungsprozessen; Anwenden von Konfliktlösungsstrategien, Mitwirken bei Stellenbesetzungen und laufenden Beurteilungen,
d) Planen des Personalbedarfs und der Mitarbeiterentwicklung, Feststellen des Qualifizierungsbedarfs und Einleiten von Qualifizierungsaktivitäten, Planen und fachliche Leitung der Ausbildung.
(3) Die erfolgreich abgelegte Prüfung führt zum anerkannten Abschluss Geprüfter IT-Ökonom/Geprüfte IT-Ökonomin (Certified IT Marketing Manager).“

## Fortbildungsinhalte IT Marketing Manager

### Betriebswirtschaftliches Handeln
- Marketing
- Rechtsbewusstes Handeln
- Wirtschaften und Finanzieren
- Betriebliches Kostenwesen

### IT-Systeme und Prozesse
- Geschäftsprozessanalyse
- Technical Engineering

### IT-Projektmanagement
- Projektanbahnung
- Projektorganisation und -durchführung
- Projektcontrolling
- Projektmarketing

### Mitarbeiterführung und Personalmanagement
- Personalplanung und -auswahl
- Mitarbeiter- und Teamführung
- Mitarbeiterqualifizierung
- Arbeitsrecht

## Perspektiven – IT Marketing Manager
IT-Ökonomen analysieren Kunden- und Marktdaten und entwickeln auf dieser Basis Marketing- und Werbestrategien sowie Projektverlaufspläne für IT-Produkte, IT-Lösungen oder IT-Dienstleistungen. Sie entwerfen Präsentationen und Korrespondenz, bauen Geschäftsbeziehungen zu Kunden auf und aus oder bereiten Management-Entscheidungsprozesse vor. Zudem akquirieren sie Projekte, kalkulieren und unterbreiten Angebote, stellen Projektteams zusammen und leiten diese.
IT Marketing Manager (Geprüfter IT-Ökonom en) stellen technisch optimale und marktgerechte IT-Lösungen bereit, leiten Vermarktung und Einkauf von IT-Produkten und IT-Dienstleistungen und bereiten unter kaufmännisch-betriebswirtschaftlichen Gesichtspunkten strategische Unternehmensentscheidungen vor. Sie nehmen Mitarbeiterführungsaufgaben wahr.

## Zusammenfassung
- Planen und Durchführen von IT-Beschaffungsprozessen
- Entwickeln und Umsetzen von IT-spezifischen Vertriebsstrategien, einschließlich Auf- und Ausbau von Geschäftsbeziehungen zu strategischen Kunden
- Entwickeln und Umsetzen von IT-spezifischen Marketingstrategien, insbesondere zur Gewinnung von strategisch bedeutsamen Neukunden